# Константин Узунський
Константин Узунський (болг. Константин Георгиев Узунски; нар. 10 червня 1896, Пловдив — пом. 6 жовтня 1943, Софія) — болгарський офіцер, генерал-майор авіації. Начальник Штабу Повітряних військ Царства Болгарія. Військовий аташе Царства Болгарія в Італії під час Другої світової війни.

## Біографія
Народився 10 червня 1896 у Пловдиві.
1916 закінчив Військове училище в Софії і Льотне училище в Божуриште.
1918 служив у Німеччині. З 1930 начальник у справах закупівель у штаб-квартирі авіаційного полку.
1931 був командиром авіаційного полку.
У період з 1933 по 1937 був командиром тренувальної групи. 1936 закінчив Військову академію в Софії.
Між 1937 і 1941 був начальником Штабу Повітряних військ. З 1941 був військовим аташе в Італії. Вийшов у відставку в 1943, помер того ж року в Софії.

## Військові звання
- Лейтенант (14 жовтня 1917)
- Капітан (30 січня 1923)
- Майор (1933)
- Підполковник (6 травня 1936)
- Полковник (1 листопада 1938)
- Генерал-майор (?)

## Нагороди
- Орден «За хоробрість»
- Орден «Залізного Хреста»